# 프랭크 맥휴
프랭크 맥휴(Frank McHugh, 1898년 5월 23일 ~ 1981년 9월 11일)는 미국의 배우, 연극 배우, 텔레비전 배우, 영화배우이다.

## 영화
- 이지 컴, 이지 고 (1967년)
- 캐리어 (1959년)
- 세이 온 포 미 (1959년)
- 마지막 함성 (1958년)
- 디즈니랜드 (1954년) - 콘스터블 실리 역
- 쇼처럼 즐거운 인생은 없다 (1954년)
- 나의 아들 존 (1952년)
- 마이티 조 영 (1949년)
- 스튜디오 원 (1948년)
- 카네기 홀 (1947년)
- 어느 박람회장에서 생긴 일 (1945년)
- 베니를 위한 훈장 (1945년)
- 나의 길을 가련다 (1944년)
- 맨파워 (1941년)
- 포 마더스 (1941년)
- 버지니아 시티 (1940년) - 미스터 업존 역
- 닷지 시티 (1939년)
- 포효하는 20년대 (1939년) - 대니 그린 역
- 네 명의 딸들 (1938년)
- 잠수함 D-1 (1937년)
- 쓰리 멘 온 어 호스 (1936년) - 어윈 트로우브릿지 역
- 페이지 미스 글로리 (1935년) - 에드워드 '에드' 올슨 역
- 1935년의 황금광들 (1935년)
- 한여름 밤의 꿈 (1935년)
- 히트 라이트닝 (1934년) - 프랭크 더 샤우퍼 역
- 해피니스 어헤드 (1934년) - 톰 브래들리 역
- 패션스 오브 1934 (1934년)
- 히어 컴스 더 네이비 (1934년)
- 엘머, 더 그레이트 (1933년)
- 밀랍 박물관의 미스테리 (1933년)
- 풋라이트 퍼레이드 (1933년)
- 하이 프레셔 (1932년)
- 더 크라우드 로어스 (1932년)
- 원 웨이 패시즈 (1932년)
- 멘 오브 더 스카이 (1931년)
- 특종 기사 (1931년)
- 키스 미 어게인 (1930년)
- 브라이트 라이츠 (1930년)
- 탑 스피드 (1930년)
- 새벽의 출격 (1930년)